# Johann Wenzel von Gallas
Johann Wenzel von Gallas (ur. 23 marca 1669 w Königgrätz, zm. 25 lipca 1719 w Neapolu) – austriacki hrabia i dyplomata.
Pochodził z rodziny wywodzącej się z Tyrolu. Johann Wenzel von Gallas odznaczył się w bitwach przeciw Turkom pod Wiedniem i Belgradem. W 1706 roku uzyskał stopień pułkownika kawalerii.
W latach 1705–1711 był wysłannikiem cesarza Józefa I Habsburga do Londynu, w latach 1707-1708 posiadał też akredytację jako ambasador Austrii w Holandii (Haga). W latach 1714–1719 był ambasadorem w Rzymie, po czym od 4 lipca 1719 był wicekrólem Neapolu. 25 lipca tego samego roku, pełniąc tę funkcję, zmarł na cholerę, w czasie zarazy, która wówczas nawiedziła miasto Neapol.